# 4553 Донкемпбелл
4553 Донкемпбелл  (4553 Doncampbell) — астероїд головного поясу, відкритий 15 вересня 1982 року.
Тіссеранів параметр щодо Юпітера — 3,357.